# Джекобс, Уильям Уаймарк
Уильям Уаймарк Джейкобс (англ. William Wymark Jacobs; 8 сентября 1863 — 1 сентября 1943) — английский писатель и драматург. Автор романов и сборников рассказов, подписывавший свои произведения — W.W. Jacobs.
В течение всей своей жизни Джекобс был известен как юморист, о таланте которого восторженно отзывались Генри Джеймс, Дж. К. Честертон, Дж. Б. Пристли, Кристофер Морли. Но в историю мировой литературы он вошёл прежде всего как автор знаменитого рассказа ужасов «Обезьянья лапка» («The Monkey’s Paw», 1902), регулярно включаемого в антологии мистического рассказа.

## Биография
Уильям Уаймарк Джекобс родился в семье управляющего девонской верфи; его детские годы были тесно связаны с портовой жизнью. Он обучался — сначала в частной школе, затем в колледже Биркбек (сейчас являющемся частью Лондонского университета, а тогда называвшемся Birkbeck Literary and Scientific Institution).
В 1879 году Джекобс поступил на работу клерком в банк, а в 1885 году опубликовал свой первый рассказ. Любимой темой Джекобса была морская: именно ей посвящены сборники рассказов «Many Cargoes» (1896) и «The Sea Urchins» (1898), почти все рассказы которого были напечатаны в журнале «Idler», которым руководил Джером К. Джером), а также роман «Skipper’s Wooing» (1897). Типичный герой Джекобса — смотритель маяка, рассказывающий о невероятных приключениях своих знакомых матросов.
Джекобс мастерски и со вкусом воспроизводил в своих произведениях диалекты Ист-энда, чем заслужил уважение, в частности, П. Г. Вудхауза (который написал о его влиянии в автобиографической книге «Bring on the Girls» 1954 года). Начиная с 1898 года практически все рассказы Джекобса печатались в «Стрэнде».
Женившись в 1900 году, Джекобс переехал в Эссекс, где уже через несколько лет имел два дома, «Аутлук» (Outlook, в Парк-хилле) и Фелтэм-хаус (Feltham House, в Голдингс-хилле). Мемориальная табличка отмечает также лондонскую резиденцию Джекобса, 15 Gloucester Gate, Риджентс-парк (где позже расположился Институт архитектуры принца Уэльского).
К началу Первой мировой войны Джекобс почти перестал писать рассказы: до конца своей жизни он, в основном, занимался адаптациями своих произведений для театральной сцены.

## Основные произведения
- Many Cargoes (1896)
- The Skipper’s Wooing (1897)
- Sea Urchins (1898) (в США — More Cargoes, 1898)
- A Master of Craft (1900)
- The Monkey’s Paw (1902)
- Light Freights (1901)
- At Sunwich Port (1902)
- The Lady of the Barge (1902)
- Odd Craft (1903)
- Dialstone Lane (1902)
- Captain’s All (1905)
- Short Cruises (1907)
- Salthaven (1908)
- Sailor’s Knots (1909)
- Ship’s Company (1911)
- Night Watches (1914)
- The Castaways (1916)
- Deep Waters (1919)
- Sea Whispers (1926)